# Fredericia (općina)
Fredericia je općina u danskoj regiji Južna Danska.

## Zemljopis
Općina se nalazi u istočnom dijelu poluotoka Jutlanda, prositire se na 134,46 km2.

## Stanovništvo
Prema podacima o broju stanovnika iz 2010. godine općina je imala 49.849 stanovnika, dok je prosječna gustoća naseljenosti 370,73 stan/km2. Središte općine je grad Fredericia.

### Naselja
| Veća naselja u općini |                |                    |
| Br.                   | Grad           | Stanovnika (2010.) |
| 1                     | Fredericia     | 39.513             |
| 2                     | Taulov         | 3.252              |
| 3                     | Skærbæk        | 2.031              |
| 4                     | Egeskov        | 677                |
| 5                     | Trelde-Østerby | 635                |
| 6                     | Pjedsted       | 576                |
| 7                     | Bredstrup      | 496                |
| 8                     | Herslev        | 346                |
| 9                     | Bøgeskov       | 339                |

## Vanjske poveznice
- stranica općine[neaktivna poveznica]